# Gurkhan
Gurkhan (菊兒汗T, 菊儿汗S, Jú'erhánP) era un titolo sovrano di lingua mongola che significava "Sovrano universale", più o meno equivalente al termine più antico Khaghan, reso in italiano come "imperatore". Era detenuto dai sovrani del Khanato Kara Khitay, altrimenti noti come Dinastia Liao occidentale, nel XIII secolo. Il titolo fu adottato per la prima volta da Yelü Dashi (imperatore Dezong dei Liao occidentali, r. 1124-1143) nel 1132.

## Origini e significato
L'utilizzo del termine quasi esclusivamente in ambito kitai rende complicata la sua esatta origine.

Deriva dalla parola medio mongola "Gür" o "Kür" che significa "ampio" o "generale". Christopher I. Beckwith, nel suo libro Empires of Silk Road, traduce il titolo come "sovrano della terra".

Secondo fonti musulmane, questa parola sarebbe in tutto e per tutto equivalente a khagan (khān-i khanān, lett. "Khan dei Khan"). L'orientalista russo Vassili Grigoriev (1816-1881) rifiutò quest'interpretazione e lega il termine "gurkhan" a "gyurgen", it. "genero", poiché il fondatore del khanato Kara-Khitay, Yelü Dashi, era imparentato con gli imperatori cinesi della dinastia Liao. Non sono ancora state fornite informazioni sulle fonti su cui potrebbe basarsi questo parere. Altrettanto poco si sa fino a che punto la lingua dei Kara-Kitai fosse imparentata con il mongolo o prendesse a prestito parole mongole e quindi se la forma "gurkhan" invece di "gurgen" possa essere spiegata da qualche caratteristica fonetica di questa lingua. Le notizie persiane sui Kara-Kitai testimoniano addirittura che alla corte del gurkhan il concetto di "genero" era denotato dalla parola cinese "fuma".
Nei primi anni del XIII secolo, Jamukha, un oppositore di Gengis Khan, si faceva chiamare Gurkhan, imitando ovviamente i sovrani Kara-Kitai. In seguito questo titolo, a quanto pare, non ricorre più.